# Mátyás Biró

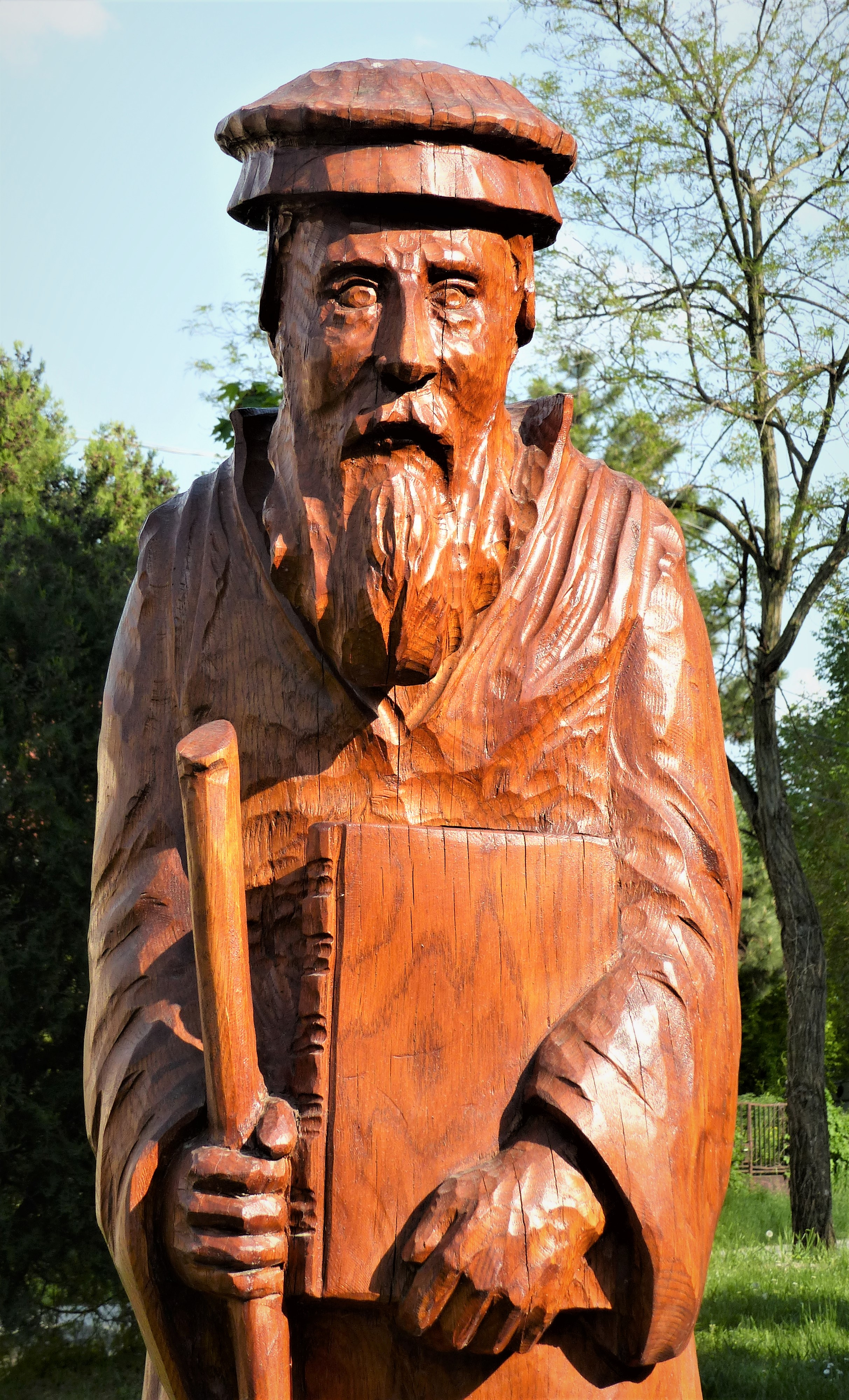

Mátyás Biró, inaczej Maciej Devay, nazywany także Węgierskim Lutrem (ur. ? w Devie w Siedmiogrodzie – zm. ok. roku 1547 w Debreczynie), teolog, znany krzewiciel luteranizmu na Węgrzech, uczeń i współpracownik Marcina Lutra. Jako uczeń Lutra, Biró mieszkał w jego domu.
Był prześladowany, między innymi wielokrotnie więziony, za swe przekonania i działalność reformatorską.
Napisał, m.in., Disputatio de statu, in quo sint beatorum animae post hanc vitam... (1537), a także Orthographica Hungarica, pierwszą książkę napisaną i wydaną w języku węgierskim.